# Okręg wyborczy Marlborough
Okręg wyborczy Marlborough powstał w 1295 r. i wysyłał do angielskiej, a następnie brytyjskiej, Izby Gmin dwóch deputowanych. Okręg położony był w hrabstwie Wiltshire. W 1868 r. liczbę mandatów przypadających na okręg zmniejszono do jednego. Okręg został zlikwidowany w 1885 r.

## Deputowani do brytyjskiej Izby Gmin z okręgu Marlborough

### Deputowani w latach 1295–1640
- 1572–1584: Nicholas St John
- 1604–1611: Lawrence Hyde
- 1604–1611: Richard Diggs
- 1621–1622: Walter Devereux
- 1621–1622: Richard Diggs

### Deputowani w latach 1640–1868
- 1640–1645: John Francklyn
- 1640–1641: Francis Seymour
- 1641–1653: Philip Smith
- 1645–1653: Charles Fleetwood
- 1654–1656: Charles Fleetwood
- 1656–1659: Jeremy Sankey
- 1659–1659: Thomas Grove
- 1659–1659: James Hayes
- 1659–1660: Charles Fleetwood
- 1659–1660: Philip Smith
- 1660–1661: Henry Hungerford
- 1660–1679: Jeffrey Daniel
- 1661–1673: lord John Seymour
- 1673–1679: John Elwes
- 1679–1685: Thomas Bennet
- 1679–1679: Edward Goddard
- 1679–1685: Thomas Bruce, lord Bruce
- 1685–1695: John Ernle
- 1685–1695: George Willoughby
- 1695–1698: Thomas Bennet
- 1695–1698: William Daniell
- 1698–1701: Richard Jones, 1. hrabia Ranelagh
- 1698–1701: William Grinfield
- 1701–1702: John Jeffreys
- 1701–1702: Robert Yard
- 1702–1705: Robert Bruce
- 1702–1705: Edward Jeffreys
- 1705–1705: Edward Ashe
- 1705–1708: Algernon Seymour, hrabia Hertford
- 1705–1708: John Jeffreys
- 1708–1715: Robert Bruce
- 1708–1710: Edward Ernle
- 1710–1712: Charles Bruce, lord Bruce
- 1712–1713: Richard Jones
- 1713–1715: Gabriel Roberts
- 1715–1722: William Humphreys
- 1715–1717: Joshua Ward
- 1717–1727: Gabriel Roberts
- 1722–1722: Algernon Seymour, hrabia Hertford
- 1722–1734: Thomas Gibson
- 1727–1737: Edward Lisle
- 1734–1741: Francis Seymour
- 1737–1747: John Crawley
- 1741–1752: John Hynde Cotton (starszy)
- 1747–1754: John Talbot
- 1752–1761: John Hynde Cotton (młodszy)
- 1754–1761: John Ward
- 1761–1762: John Montagu, lord Brudenell
- 1761–1768: Robert Brudenell
- 1762–1780: James Tylney-Long
- 1768–1780: James Brudenell
- 1780–1793: James Stopford, 2. hrabia Courtown
- 1780–1784: William Woodley
- 1784–1790: Philip Hales
- 1790–1796: Thomas Bruce
- 1793–1796: Charles Montagu-Scott, hrabia Dalkeith
- 1796–1814: Charles Brudenell-Bruce, lord Bruce
- 1796–1797: James Bruce
- 1797–1802: Robert Brudenell
- 1802–1806: James Henry Leigh
- 1806–1807: Charles Montagu-Scott, hrabia Dalkeith
- 1807–1810: James Stopford, wicehrabia Stopford, torysi
- 1810–1818: Edward Stopford
- 1814–1818: William Hill
- 1818–1826: John Wodehouse
- 1818–1829: James Brudenell, lord Brudenell
- 1826–1829: George Brudenell-Bruce, hrabia Bruce
- 1829–1832: Thomas Sotheron-Estcourt, torysi
- 1829–1832: William John Bankes, torysi
- 1832–1868: lord Ernest Brudenell-Bruce, Partia Liberalna
- 1832–1868: Henry Bingham Baring, Partia Liberalna

### Deputowani w latach 1868–1885
- 1868–1878: lord Ernest Brudenell-Bruce, Partia Liberalna
- 1878–1885: lord Charles Brudenell-Bruce, Partia Liberalna